# Тай Лі (персонаж)
Тай Лі (англ. Ty Lee)— дуже енергійна чотирнадцятирічна дівчина з Народу Вогню, одна з персонажів мультсеріалу «Аватар: Останній захисник». Подруга дитинства принцеси Азули, вона прийняла її пропозицію доєднатися до погоні за Аватаром. Тай Лі, яка не є магом, володіє блискучими акробатичними здібностями і унікальною бойовою технікою, що дозволяє блокувати ці супротивника.

## Раннє дитинство
Тай Лі зросла в багатій родині. Доступ до палацу Господаря Вогню дозволив їй потоваришувати з принцесою Азулою. Партнером їх ігор стала ще одна дівчинка з багатої сім'ї — Мей. Тай Лі не соромилася показувати подругам свої прекрасні акробатичні здібності. Азула трохи заздрила їй, але не сильно, так як та не володіла магією вогню. Принцеса і Тай Лі разом влаштовували різні розіграші довірливому Зуко, особливо коли помітили, що Мей небайдужа до принца. Так, одного разу, вони затіяли гру, в якій потрібно було збити яблуко з голови партнера. Азула підпалила яблуко на голові Мей, і Зуко, кинувшись рятувати дівчину, впав разом з нею у фонтан. Азула і Тай Лі від душі посміялися над своєю вигадкою. Здається, що дитинство Тай Лі було веселим і безтурботним, а в Азулі вона бачила тільки любительку розіграшів, не помічаючи її жорстокості.

## Погоня за Аватаром

### Приєднання до цирку Народу Вогню
У Тай Лі було шість сестер, які були дуже схожі на неї зовні. Їй важко жилося в цьому «чайному сервізі», так як вона не відчувала себе особистістю. Тому, в невідомий момент часу, Тай Лі залишила своїх рідних і приєдналася до мандрівному цирку Народу Вогню. Завдяки своїм здібностям вона стала однією з головних зірок цирку, виконуючи акробатичні трюки під куполом. Саме тут її знайшла Азула після того, як вирішила, що їй потрібен невеликий елітний загін, щоб зловити Зуко і Айро. Спочатку Тай Лі відмовила подрузі, стверджуючи, що в цьому місці її «аура стала рожевою».

### Зустріч з командою Аватара
Однак Азула змогла настояти на своєму. Використовуючи своє впливове становище, під час номера подруги вона наказала підпалити страхувальну мережу. Натерпівся страху під куполом цирку, Тай Лі вирішила залишити небезпечне місце, де роблять все, щоб важливий глядач залишився задоволений. Разом з Азула вона попрямувала в захоплений Омашу, де в цей час жила Мей. Дізнавшись про те, що повстанці викрали сина губернатора, Азула особисто вирушила на місце його обміну на царя Бумі. Разом з нею пішли і Тай Лі з Мей. У сутичці з командою Аватара Тай Лі спочатку не дала Соцці втекти з немовлям, а потім блокувала магічні здібності Катари. Тільки Аппа зміг усунути небезпечних суперниць.
У наступній гонитві за Аватаром, після того, як слід розділився, Тай Лі і Мей знову дісталися в противники Сокка і Катара. На цей раз Тай Лі боролася з Соккой і легко паралізувала його руки і ноги, правда юнак також умів битися головою. Кінець другої сутички не відрізнявся від першої. Потужний удар хвоста Аппи відправив дівчат скупатися в річці.
Разом з Азулою і Мей, Тай Лі брала участь в переможній, як планував військовий міністр Цинь, атаці на Ба Сінг Се, за допомогою величезного сталевого бура. Перебуваючи на містку, цікава Тай Лі зайняла місце у перископа. Вона першою виявила солдат з команди Терра, яким було наказано зупинити бур. Азула відправила подруг розважитися, але Тай Лі поодинці розкидала всіх воїнів, не давши Мей взяти участь в сутичці. Трохи пізніше їм знову довелося протистояти команді Аватара, яким вдалося пробратися всередину механізму. Тай Лі була щиро рада зустрітися з ними і навіть «скорчити оченята» Соцці. Коли друзі розділилися, вона побігла за Катарою і Соккою, зістрибнула в трубопровід зі шламом. Бридлива Мей не захотіла купатися в бруді, і Тай Лі продовжила погоню наодинці. На жаль для неї, магія води Катари замкнула дівчину посеред каламутного потоку. Тай Лі перебувала там, поки бур не зруйнувався, і вона разом з водоспадом бруду не випала на землю.

## Пошуки Аватара
Після невдачі з буром, подруги знову вирушили на пошуки Аватара. Шерсть Аппи привела їх до лісу, де вони виявили зубра в оточенні воїнів Кіоші. Друзі Аватара — вороги Азули, і принцеса дала сигнал до атаки. Тай Лі без проблем впоралася з однією з войовниць, заявивши, що суперниці не красивіші за неї. Перемігши воїнів Кіоші, подруги переодяглися в їх одяг, зробили відповідний макіяж і постали перед царем Землі. На відміну від Мей, Тай Лі була дуже задоволена і костюмом, і макіяжем. Удвох вони брали участь в хитрій комбінації, яку затіяла Азула, щоб підпорядкувати собі агентів Дай Лі, а потім і Ба Сінг Се. Коли Катара здогадалася, що воїни Кіоші не справжні, Тай Лі скористалася розгубленістю дівчини і збила її з ніг.
Незважаючи на те, що Тай Лі дуже сподобалася промова Азули перед агентами Дай Лі, вона і Мей безпосередньо взяли участь тільки в захопленні царя, Сокки і Тоф. Причому дівчина знову встигла пофліртувати з юнаком. Дві подруги не спустилися в катакомби, так як їм було доручено охороняти ведмедя. Показуючи Боско, як ходити на руках, Тай Лі відволіклася і не помітила Тоф, яка прикувала дівчину до землі. Мей не стала битися, їй було все одно і ведмідь був врятований.

## В країні Вогню
Тай Лі допомогла Азулі організувати романтичну вечерю, за допомогою якої принцеса хотіла возз'єднати Зуко і Мей, щоб змусити брата повернутися в країну Вогню. Вечеря не зовсім вдалася, так як допитливі дівчата сховалися в кущах і незабаром були розкриті. Однак Азула домоглася свого, і Зуко відправився додому.
Невідомо, у кого Тай Лі зупинилася після повернення в країну Вогню, але вона з радістю погодилася відпочити на вугільних острові разом з друзями. Точніше, Тай Лі єдина з усіх, хто дійсно радів відпустці. На пляжі на неї звернули увагу відразу кілька шанувальників. Тай Лі не вистачало уваги в дитинстві, а тут вона відразу отримала так багато кавалерів, які навперебій пропонували свої послуги. Один з них запропонував красуні розпакувати її речі, і пізніше він виступив в якості парасольки від сонця. Під час гри в куайбол граціозна Тай Лі придбала ще пару фанатів. Це були Чан і Руон-Дзянь, які запросили її та Мей до себе на вечірку, Азула ж напросилася сама. Відразу після її початку, Тай Лі оточили шанувальники, які хотіли дізнатися, хто з них їй більше подобається. Дівчина не знала, що відповісти, тому просто побила всіх. Після цього Тай Лі підійшла до Азули, що стояла самотньо, але та жорстоко заявила, що її подруга — простачка, і тому всім подобається. На очі Тай Лі негайно навернулися сльози, і принцесі довелося її заспокоювати, зізнавшись в тому, що вона заздрить подрузі. Дівчина була вражена цим одкровенням і дала Азула поради, як поводитися з хлопцями.
Пізніше троє подруг розшукали Зуко, якого вигнали з вечірки за розбиту вазу. Вечір був холодним, і принц розпалив багаття, використовуючи предмети з пляжного будинку свого батька. Коли Зуко кинув у вогонь картину із зображенням імператорської сім'ї, Тай Лі запитала, навіщо він це робить. Ця фраза початку важку розмову, під час якого кожен з четвірки розповів про своє нелегке дитинство. Після розкриття цих секретів, вони, здається, дійсно стали ближчими один до одного. Тай Лі підняла з піску гладкий камінь і оголосила, що відчуває себе оновленою. Вчотирьох вони повернулися в будинок Чана і розгромили все всередині.
Через деякий час, Тай Лі разом з Азулою вирушили до в'язниці Нуртуюча скеля, звідки намагалися втекти в'язні. Принцеса була впевнена, що тут не обійшлося без втручання Аватара і його друзів, а зрозумівши, що начальник в'язниці допитує невинного стражника, остаточно переконалася в цьому. Однак подруги трохи запізнилися. Вони прибули на платформу гондоли, коли та вже відчалила, везучи з собою Сокку, Зуко, Суюкі, інших втікачів і начальника в'язниці в якості заручника. Не гаючи ні секунди, Тай Лі застрибнула на товстий канат і побігла наздоганяти гондолу. Принцеса пішла за нею, застосувавши магію вогню. На даху гондоли Тай Лі дісталася в суперниці Суюкі, щоправда, рукопашний бій тривав недовго, так як начальник в'язниці звільнився і наказав перерізати канати. Азула і Тай Лі перестрибнули на сусідню гондолу, що рухалася назад до в'язниці.
На відміну від принцеси, Тай Лі було шкода приречених на смерть Зуко та інших, але і вона була шокована, коли Мей атакувала стражників, щоб врятувати коханого. В результаті, Тай Лі виявилася перед важким вибором — дві її кращі подруги збиралися битися одна з одною. Дівчина ухвалила рішення і заблокувала Азулу. Тай Лі кинулася до здивованої Мей, щоб негайно бігти з цього місця, але вже за мить їх оточили стражники, і знерухомлена принцеса наказала замкнути колишніх подруг там, де вона їх більше ніколи не побачить.
Точно невідомо, де саме перебувала Тай Лі, але за її власними словами, у в'язниці вона подружилася з воїнами Кіоші, а значить, швидше за все, це сталося в столичній в'язниці. Дівчата так сподобалися один одному, що Тай Лі вирішила приєднатися до воїнів. Ті з радістю погодилися, і, переодягнена у форму воїнів Кіоші, Тай Лі шокувала Сокку під час коронації Зуко.

## Після війни

### Через рік після війни
Через рік після закінчення війни Мей попросила воїнів Кіоші стати охоронцями Зуко. Дівчата негайно приступили до своїх нових обов'язків. Тай Лі та Суюкі встали на караул у покоїв Господаря Вогню, але Зуко все одно спав неспокійно. Посеред ночі він прокинувся, вийшов в коридор і запитав, чи не чули дівчата що-небудь. «Не було навіть писку!» — відрапортувала Тай Лі. Однак Зуко не став повертатися в ліжко і, відмовившись від ескорту, сказав охоронці, що піде поп'є води.

### Після завершення битви під Ю Дао
Після завершення битви під Ю Дао Зуко звільнив Азулу з психіатричної лікарні, щоб сестра допомогла знайти їх мати. Під наглядом Тай Лі та Суюкі він влаштував зустріч Азули та Озая в столичній в'язниці. Однак за весь час «побачення» вони не сказали один одному ні слова. Тоді Зуко вирішив пригостити бранців чаєм, але Азула схопила піднос зубами, перекинувши чашки. Вона була в люті, що Зуко вирішив напувати її з рук, як тварину. Тай Лі відреагувала негайно і блокувала ци принцеси. Коли Зуко все ж вирішив залишити сестру і батька наодинці, дівчина заявила, що, як і раніше, боїться Азулу. Пізніше Господар Вогню відпустив Суюкі і Тай Лі, сказавши, що сам відкотить крісло з сестрою. Тоді Тай Лі попередила його, що дія блокування ци скоро закінчиться.
Після того, як Зуко, Азула, Аанг, Сокка і Катара полетіли на пошуки Урси, Суюкі і Тай Лі залишилися в палаці, щоб допомагати Айро, який тимчасово зайняв трон Господаря Вогню.

## Особистість
Тай Лі оптимістична, грайлива, трохи легковажна і часто дивиться на світ «через рожеві окуляри». Вона являє яскравий контраст своїм подругам: жорстокій Азулі та флегматичній Мей. Здається, що Тай Лі захоплена своїми акробатичними здібностями і тому не впускає можливості продемонструвати їх, щоб стати центром загальної уваги. Саме через нестачу уваги страждала дівчина в компанії шести сестер. Ця ж проблема додає до її характеру трохи кокетства.
Тай Лі дуже серйозно ставиться до дружби, залишаючись довгий час вірною своїм подругам дитинства Мей та Азулі, незважаючи на очевидні відмінності в характерах. Тільки жахливі вчинки принцеси, яка хотіла вбити свого брата Зуко, а потім і завдати шкоди Мей, змусили Тай Лі це змінити. З іншого боку, Тай Лі дуже легко прощає своїх ворогів. Це можна бачити на прикладі Сокки і воїнів Кіоші. Тай Лі також дуже любить тварин, що може бути пов'язано з тим, що вона тривалий час провела в цирку.

## Здібності
Тай Лі має видатні акробатичні здібності і природну гнучкість. Ще будучи маленькою дівчинкою, вона могла легко виконати кілька сальто поспіль, та ще й перекид в повітрі. У цьому Тай Лі перевершувала навіть спритну і моторну Азула, яка злегка заздрила подрузі. Завдяки своїм здібностям, вона змогла приєднатися до цирку Народу Вогню, де виконувала ризиковані трюки під куполом. Акробатичні навички дозволяють Тай Лі бути дуже моторною в сутичках і ухилятися від атак супротивника, в тому числі магічних.

## Цікаві факти
- З путунхуа «Тай Лі» можна перекласти як «надзвичайно сильна».
- Як показано в серії «Погоня», якщо Тай Лі застосовує свою бойову техніку на людях, які не володіють магічною силою, їх частини тіла просто слабшають.
- У серії «Погоня» Тай Лі говорила, що Сокка — симпатичний.
- Тай Лі стала другою сторонньою людиною, прийнятою у воїни Кіоші. Першим був Сокка.
- Тай Лі — одна з небагатьох жителів країни Вогню, у яких волосся не чорного кольору. Також Тай Лі одна з небагатьох жителів країни Вогню, у кого сірі очі.
- Тай Лі одна з небагатьох жителів країни Вогню, у кого волосся не зібрані в пучок. Також відомі винятки у Мей, Він Джі і т.д.
- Хоча Тай Лі відчувала себе некомфортно серед своїх шести сестер, вона все-таки приєдналася до воїнів Кіоші, організації, яка цілком складається з жінок.
- Можливо, прийоми Тай Лі найсильніше діють на Тоф, адже вона за допомогою магії ще й «бачить».
- Тай Лі — єдина з «елітного загону» Азули, хто не боровся з Аватаром.
- За словами Тай Лі можна було зрозуміти, що вона захоплюється Азулою, наприклад, в серії «Пляж» вона говорить, що Азула "найкрасивіша, найрозумніша і найкраща дівчинка на світі".
- Тай Лі стверджувала, що може бачити аури людей.
- Тай Лі була єдиною людиною, перед якою Азула вибачалася.